# Campeonato da Europa de Atletismo de 2010 - 5000 m feminino
A prova dos 5000 metros feminino do Campeonato da Europa de Atletismo de 2010 foi disputada no dia 1 de agosto de 2010 no Lluís Companys em Barcelona,  na Espanha. 

## Recordes
Antes desta competição, os recordes mundiais e do campeonato nesta prova eram os seguintes:
|                       | Nome              | Nacionalidade | Tempo     | Local      | Data                 |
| --------------------- | ----------------- | ------------- | --------- | ---------- | -------------------- |
| Recorde mundial       | Tirunesh Dibaba   | Etiópia       | 14m11s15  | Oslo       | 6 de junho de 2008   |
| Recorde do campeonato | Marta Domínguez   | Espanha       | 14m56s 18 | Gotemburgo | 12 de agosto de 2006 |
| Recorde europeu       | Liliya Shobukhova | Rússia        | 14m23s75  | Cazã       | 19 de julho de 2008  |

Os seguintes recordes foram estabelecidos durante esta competição: 
| Data        | Evento | Atleta            | Nacionalidade | Tempo     | Notas                 |
| ----------- | ------ | ----------------- | ------------- | --------- | --------------------- |
| 1 de agosto | Final  | Elvan Abeylegesse | Turquia       | 14m54s 44 | Recorde do campeonato |

## Medalhistas
| Ouro                    | Prata              | Bronze                |
| Elvan Abeylegesse (TUR) | Sara Moreira (PRT) | Jéssica Augusto (PRT) |

## Cronograma
Todos os horários são locais (UTC+2).
| Data        | Hora  | Evento |
| ----------- | ----- | ------ |
| 1 de agosto | 20:40 | Final  |

## Resultados
| Posição           | Raia | Atleta                    | Nacionalidade | Tempo      | Notas                 |
| ----------------- | ---- | ------------------------- | ------------- | ---------- | --------------------- |
| Medalha de ouro   | 4    | Elvan Abeylegesse         | Turquia       | 14:54.44   | Recorde do campeonato |
| Medalha de prata  | 15   | Sara Moreira              | Portugal      | 14:54.71   | Recorde pessoal       |
| Medalha de bronze | 10   | Jéssica Augusto           | Portugal      | 14:58.47   |                       |
| 4                 | 17   | Elena Romagnolo           | Itália        | 15:14.40   | Recorde da temporada  |
| 5                 | 19   | Sabine Fischer            | Suíça         | 15:19.80   | Recorde pessoal       |
| 6                 | 3    | Anikó Kálovics            | Hungria       | 15:29.44   | Recorde da temporada  |
| 7                 | 8    | Olga Golovkina            | Rússia        | 15:31.11   |                       |
| 8                 | 18   | Judith Plá                | Espanha       | 15:35.01   |                       |
| 9                 | 11   | Karoline Bjerkeli Grøvdal | Noruega       | 15:41.42   |                       |
| 10                | 14   | Krisztina Papp            | Hungria       | 15:52.83   |                       |
| 11                | 12   | Ragnhild Kvarberg         | Noruega       | 15:59.80   |                       |
| 12                | 2    | Gema Barrachina           | Espanha       | 16:00.51   |                       |
| 13                | 9    | Roxana Bârca              | Roménia       | 16:06.10   |                       |
| 99 !              | 16   | Lidia Chojecka            | Polónia       | 99:99.99 ! | DNF                   |
| 99 !              | 7    | Volha Krautsova           | Bielorrússia  | 99:99.99 ! | DNF                   |
| —                 | 13   | Alemitu Bekele            | Turquia       | 14:52.20   | Doping                |
| —                 | 1    | Mariya Konovalova         | Rússia        | 15:08.84   | Doping                |
| —                 | 5    | Meryem Erdoğan            | Turquia       | 15:14.92   | Doping                |
| —                 | 6    | Yelizaveta Grechishnikova | Rússia        | 15:16.19   | Doping                |

Legenda
| Recorde mundial       | Recorde mundial (World record)               |                       | Recorde africano                      | Recorde africano (African) |                                           | Q | Classificado por posição (Qualified) |
| Recorde do campeonato | Recorde do campeonato (Championship record)  | Recorde da América    | Recorde da América (Americas)         | q                          | Classificado por melhor tempo (Qualified) |   |                                      |
| Melhor marca do ano   | Melhor marca do ano (World leading)          | Recorde asiático      | Recorde asiático (Asian)              | DNS                        | Não largou (Did not start)                |   |                                      |
| Recorde nacional      | Recorde nacional (National record)           | Recorde europeu       | Recorde europeu (European)            | DNF                        | Não terminou (Did not finish)             |   |                                      |
| Recorde pessoal       | Recorde pessoal do atleta (Personal best)    | Recorde da Oceania    | Recorde da Oceania (Oceania)          | DSQ / DQ                   | Desclassificado (Disqualified)            |   |                                      |
| Recorde da temporada  | Recorde da temporada do atleta (Season best) | Recorde sul-americano | Recorde sul-americano (South America) | NM                         | Sem marca (No mark)                       |   |                                      |